# Hannes Loth
Hannes Loth (* 3. Juni 1981 in Wolfen) ist ein deutscher Politiker (AfD). Im Juli 2023 wurde er in der Stadt Raguhn-Jeßnitz als erster AfD-Politiker Deutschlands zum hauptamtlichen Bürgermeister gewählt. Er trat das Amt am 1. September 2023 an. Von 2016 bis 2023 war er Mitglied des Landtags von Sachsen-Anhalt. 

## Werdegang
Während seiner Schulzeit absolvierte Loth im Rahmen des Parlamentarischen Patenschafts-Programms (Patin war Steffi Lemke) ein Austauschjahr im US-Bundesstaat Tennessee und lebte dort bei der Familie des republikanischen Politikers David Davis. Er erlebte den Wahlkampf um das Repräsentantenhaus von Tennessee mit, für das Davis damals kandidierte. Abitur machte Loth 2001 am Albert-Schweitzer-Gymnasium in Bad Düben, nachdem er bis 1998 das Gymnasium in Wolfen-Nord besucht hatte.
Loth studierte zunächst parallel Evangelische Theologie sowie Geschichte, Sozialkunde und Religion auf Lehramt für Gymnasium, wechselte dann zum Fach Landwirtschaft und war bis zu seiner Wahl in den Landtag Produktionsleiter in einem landwirtschaftlichen Unternehmen.
Loth trat 2013 der AfD bei. Bei der Oberbürgermeisterwahl in Köthen (Anhalt) 2015 kandidierte er für die AfD und erreichte ein Wahlergebnis von 2,1 Prozent (168 Stimmen).
Bei den Landtagswahlen 2016 und 2021 zog Loth jeweils über die Landesliste der AfD Sachsen-Anhalt in den Landtag ein. Im Jahr 2021 stufte der Verfassungsschutz in Sachsen-Anhalt den AfD-Landesverband als rechtsextremen Verdachtsfall ein. Mit Ablauf des 4. September 2023 schied Loth aus dem Landtag aus. Für ihn rückte Christian Mertens nach.
Während der COVID-19-Pandemie organisierte Loth Proteste gegen die Corona-Politik der Bundesregierung, betrieb aber auch ein Corona-Testzentrum mit mehreren Corona-Teststellen. Gegenüber der Landtagsverwaltung gab Loth an, damit zwischen 80.000 und 120.000 Euro brutto im Jahr zusätzlich zu seiner Abgeordnetendiät verdient zu haben.
Im Juni 2023 kandidierte Loth für das Bürgermeisteramt in Raguhn-Jeßnitz. Im Rahmen seines Wahlkampfs versprach er neben der Senkung der Kita-Gebühren unter anderem auch die dauerhafte finanzielle Unterstützung lokaler Vereine sowie die Sanierung der örtlichen Feuerwehrhäuser. Er erhielt im ersten Wahlgang mit 40,7 % die meisten abgegebenen Stimmen. Da die absolute Mehrheit von keinem Kandidaten erreicht wurde, kam es am 2. Juli 2023 zu einer Stichwahl, die Loth mit 51,1 % gegen Nils Naumann (parteilos; erster Wahlgang: 36,9 %; Stichwahl: 48,9 %) gewann und so der erste gewählte hauptamtliche AfD-Bürgermeister in Deutschland wurde. Er trat das Amt am 1. September 2023 an.
Wenige Wochen nach seinem Amtsantritt gab Loth öffentlich zu, dass er seine Wahlversprechen aufgrund der desolaten Finanzlage der Stadt nicht einhalten könne. Teilweise schlugen seine Wahlversprechen sogar ins Gegenteil um: Ende Oktober 2023 beantragte er persönlich beim Rat der Stadt die Erhöhung der Kita-Gebühren um 60 %. Stand Ende Oktober 2023 plant die Stadt Raguhn-Jeßnitz unter seiner Federführung eine Anhebung des Hebesatzes der Grundsteuer B von 360 auf 390 Prozent, eine Anhebung des Gewerbesteuersatzes von 320 auf 360 Prozent und darüber hinaus auch eine Anhebung der Hundesteuer von 48 Euro jährlich auf 60 Euro. Dennoch wird er in der Bevölkerung geschätzt und für sein „geräuschloses Regieren“ gelobt, das im Alltag kaum mit den plakativen und radikalen Positionen der AfD in Verbindung gebracht werde. Im September 2024 schied er zusammen mit zwei anderen Mitgliedern aus dem von Daniel Roi geführten Kreisvorstand seiner Partei aus, ohne sich zu den Gründen zu äußern. Beobachter werteten das als Distanzierung von Roi, dessen Agieren im Kreisverband Anhalt-Bitterfeld wenige Monate später zu seinem Fraktionsausschluss im Landtag von Sachsen-Anhalt führte.

## Privates
Loth ist seit 2008 verheiratet und Vater eines Sohnes. Er lebt in Retzau, einem Ortsteil von Raguhn-Jeßnitz. Bis zu seinem Austritt war er Mitglied der Evangelischen Landeskirche Anhalts.